# Nossa Senhora de Fátima (Lisbonne)
Nossa Senhora de Fátima est une freguesia de Lisbonne.